# Hipo

Funcionamiento del diafragma durante la respiración

El hipo es una contracción  espasmódica, involuntaria y repetitiva del diafragma y los músculos intercostales que provoca una inspiración súbita de aire.
El diafragma es un músculo fundamental para la respiración de los mamíferos. Cuando se contrae, el tórax se expande y el aire entra en los pulmones a través de la tráquea (inspiración). En cambio, cuando el diafragma se relaja, el tórax se contrae y el aire sale de los pulmones a través de la boca y la nariz (espiración). 
El nervio frénico controla la contracción y relajación del diafragma. Si el nervio frénico envía impulsos anómalos, el diafragma se contrae de forma repentina provocando una inspiración súbita anormal y el cierre brusco de la glotis, produciendo el hipo. Algunas de las situaciones que pueden provocar el hipo son: comer demasiado rápido, distensión gástrica por aerofagia o consumo de bebidas carbónicas, abuso de alcohol y ansiedad. La mayor parte de las veces, el hipo dura solo unos minutos. Sin embargo, en ocasiones persiste durante días o semanas.
El hipo persistente o singultus es el que se presenta en forma de un ataque prolongado o ataques recurrentes durante un tiempo superior a 48 horas. En general, se resuelve sin ningún tipo de tratamiento pero, en ciertas ocasiones, conviene realizar un estudio médico para averiguar su origen. Puede producir una gran incomodidad a quien lo padece, provocándole insomnio, pérdida de peso, dehiscencia de suturas e incluso arritmias, pudiendo ser signo de enfermedad severa, por lo que estos pacientes deben someterse a una valoración médica que determine las posibles enfermedades que originan el problema.

## Clasificación
Según su duración se puede dividir en cuatro tipos:
- Agudo: también llamado hipo transitorio o autolimitado. Corresponde a la gran mayoría de los casos y se caracteriza por ser su duración menor de 48 horas.
- Persistente: La duración es mayor de 48 horas y menor de un mes.
- Intratable: Si persiste más de dos meses.[3]

## Historia
- El médico griego Hipócrates (460 a. C.-370 a. C.) en sus aforismos mencionó el hipo y alertó de su posible gravedad: Son graves síntomas la convulsión o el hipo tras una hemorragia excesiva, La convulsión o el hipo que sobrevienen a una purgación excesiva son fatales, En las inflamaciones del hígado el hipo es mal síntoma.[9]
- Galeno (131-201), otro gran médico de la antigüedad, afirmó que el hipo estaba causado por emociones violentas del estómago, cerca del diafragma.[10]
- En el siglo XX, el conocimiento de hipo se incrementó gracias al descubrimiento de la importancia de la estimulación del nervio frénico en su aparición, descrita por Thomas Shortt en 1833. En 1943 Hamilton Bailey fue el primero en considerar el hipo como un movimiento reflejo compuesto de una vía aferente a través del nervio vago, un centro nervioso en la médula espinal cervical y una vía eferente que corresponde al nervio frénico. A pesar de todo, la significación del fenómeno no está totalmente aclarada en la actualidad y existen varias teorías que explican su posible significado.[11][12]

## Fisiopatología

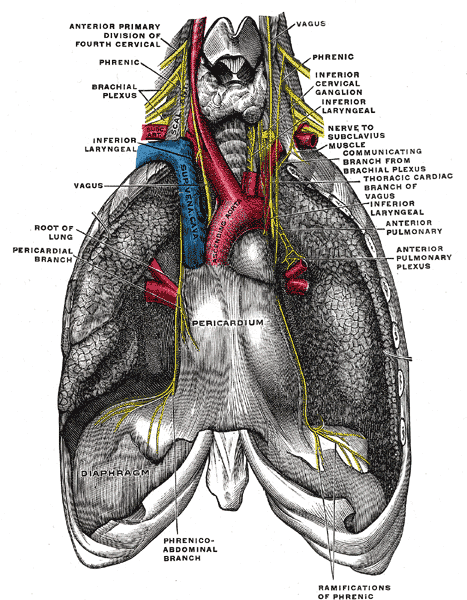
En la lámina pueden observarse los nervios frénicos, desde su inicio a izquierda y derecha de la faringe hasta debajo del diafragma donde se ramifican. También pueden verse los nervios vagos (nervios neumogástricos) que se encuentran cercanos.

En circunstancias normales, durante la inspiración, el diafragma se contrae, y los pulmones se llenan de aire. Por el contrario durante la espiración, el diafragma se relaja y los pulmones se vacían de aire. La glotis, que se encuentra debajo de la epiglotis y encima de la tráquea, se abre durante la inspiración para dirigir el aire hacia los pulmones y se cierra durante la deglución para evitar que la comida entre en los pulmones.
El hipo se debe a una contracción inesperada del diafragma durante la inspiración. Es un reflejo, pero no cumple con una función protectora conocida, a diferencia del estornudo y el reflejo de la tos. No debe considerarse como un simple espasmo del diafragma, pues constituye un movimiento complejo en el cual intervienen también los músculos respiratorios intercostales y del cuello. Existe un centro neuronal situado en el sistema nervioso central en el que un conjunto de neuronas interconectadas emiten los impulsos necesarios para la generación del fenómeno, al igual que existe otro centro que controla la respiración y otros muchos procesos fisiológicos. El centro del hipo funciona mediante un mecanismo de intermitencia, es decir emite señales periódicas que producen el fenómeno a una frecuencia determinada que oscila entre 4 y 60 por minuto. El hipo nunca es continuo, este es siempre intermitente e interrumpe cíclicamente el funcionamiento respiratorio normal.

## Tipos de hipo

### Hipo agudo
El hipo agudo, es decir aquel que tiene una duración menor a 48 horas, corresponde a la inmensa mayoría de los casos, suele deberse a causas benignas, como distensión gástrica, por ingerir alimentos sólidos o líquidos demasiado deprisa, cambios de humor, estrés, emociones fuertes, ansiedad, consumo excesivo de bebidas con gas carbónico, exceso de gases, tabaquismo, abuso de alcohol, cambios bruscos de temperatura o comidas demasiado calientes o excesivamente frías, embarazo, etc. En los niños puede ocurrir durante o después de un ataque de llanto. En muchas ocasiones se desconoce la causa que lo origina. La mayor parte de las veces solo dura unos minutos, o incluso pocos segundos. Es una circunstancia inofensiva a la que no hay que darle importancia. Sin embargo, lo mejor es consultar a un médico si es demasiado frecuente.

#### Tratamiento
Existen gran número de remedios tradicionales. A modo de ejemplo se citan algunos métodos que se utilizan popularmente como tratamiento:
- Para no tener hipo con mucha frecuencia, se ha recomendado comer despacio y reducir el consumo de alcohol y tabaco.[14][15]
- Detener temporalmente la respiración (apnea).[16]

### Hipo persistente e hipo refractario
Los hipos persistentes y refractarios son poco comunes, afectan únicamente a un individuo de cada 100 000. Suelen ser una manifestación de otra enfermedad que puede ser grave, por lo cual es recomendable consultar a un médico. Afecta principalmente a mayores de 50 años.
Se habla de hipo persistente cuando su duración es mayor de 48 horas y menor de un mes, y de hipo refractario cuando dura más de un mes, en ocasiones se prolonga durante varios años. 
Este tipo de hipo es muy incapacitante pues dificulta actividades habituales como dormir, respirar, comer y beber. A largo plazo puede provocar insomnio, trastornos respiratorios, trastornos de la alimentación y deshidratación. Además, puede afectar a la comunicación y la vida social y provocar trastornos psicológicos y depresión.

#### Causa del hipo persistente e hipo refractario
En el 90% de los casos está provocado por enfermedades que causan irritación del nervio frénico o del nervio vago.
El hipo puede ser un signo. Cuando una persona sufre de hipo crónico, es necesario realizar un examen médico para identificar el factor que lo causa.
Hay una larga lista de posibles causas, en la literatura médica se han descrito casos de hipo originados por más de 150 enfermedades diferentes, debido entre otras razones a que el nervio vago y el nervio frénico, los responsables del hipo, tienen un largo recorrido a través del cuerpo.
Estas son las causas más comunes de hipo persistente o refractario:
| Afecciones del tórax          | - Reflujo gastroesofágico, hernia de hiato, cáncer de esófago, cáncer de pulmón, pericarditis, infarto agudo de miocardio |
| Afecciones del abdomen        | - Absceso subdiafragmático, cirugía abdominal, afecciones de páncreas, hígado, estómago y vesícula biliar.                |
| Afección del sistema nervioso | - Enfermedad de Parkinson, tumor cerebral, hemorragia cerebral, accidente vascular cerebral.                              |
| Causas tóxicas o metabólicas  | - Diabetes, insuficiencia renal, alcoholismo                                                                              |
| Causas infecciosas            | - Gripe, meningitis, faringitis, laringitis, neumonía, pleuritis o bronquitis                                             |
| Medicamentos                  | - Benzodiazepinas, quimioterapia, anestésicos y corticoides.                                                              |
| Otros                         | - Trastornos psicológicos.                                                                                                |

#### Tratamiento
La mayoría de los hipos persistentes o intratables son consecuencia de enfermedades crónicas. La mejor manera de detener el hipo es realizar un tratamiento para curar la enfermedad responsable. Como tratamiento sintomático se pueden emplear varios métodos:
| Métodos físicos | - Estimulación física de la pared de la garganta mediante una sonda nasogástrica. - Estimulación del nervio frénico mediante electrodos colocados en la base del cuello - Dilatación del esófago |
| Medicamentos    | - Escopolamina, clorpromazina y metoclopramida |
| Otros           | - Corrección de trastornos metabólicos - Disminuir el consumo de alcohol y tabaco. |

### El hipo en el feto y el recién nacido

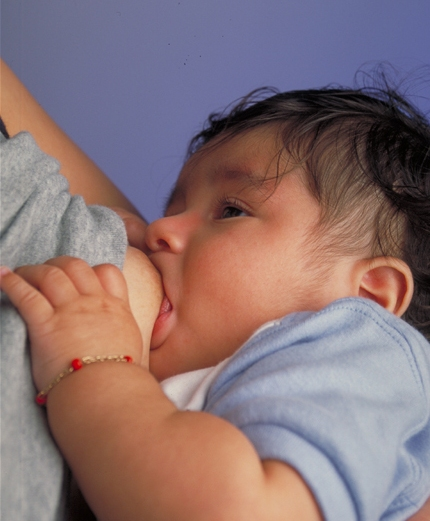
A menudo, al lactante le viene hipo después de su período de lactancia en el que se traga el aire (aerofagia).

Mediante ultrasonidos se ha demostrado que el feto puede tener hipo a partir de las 8 semanas del comienzo de la gestación, antes de que aparezcan los movimientos respiratorios. Según algunas hipótesis, los movimientos de hipo en el feto preparan los músculos respiratorios para realizar su función inmediatamente después del nacimiento. El hipo de los adultos podría ser la reminiscencia de estos reflejos primitivos.
El hipo es muy común en los recién nacidos y niños de menos de un año, puede durar hasta media hora. Al igual que ocurre en los adultos, el hipo pasajero no es peligroso ni doloroso. No es por lo tanto síntoma de ninguna enfermedad.
El hipo sucede más a menudo en el bebé, debido a que por lo general come o bebe demasiado rápido, lo cual provoca la dilatación del estómago y la estimulación del nervio frénico. Por lo tanto, para evitar el hipo en el bebé, es recomendable procurar que el pequeño no se alimente demasiado rápido, se deben hacer pequeñas interrupciones y buscar un ambiente relajado y tranquilo.

## Hipótesis
- Un equipo de investigadores franceses del Hospital de la Pitié-Salpêtrière de París, propuso en 2003 la hipótesis no comprobada de que el origen del hipo es evolutivo. Se debería a la conservación filogenética de algunos patrones nerviosos presentes en vertebrados primitivos en los que este mecanismo podría desempeñar un papel importante para poder respirar dentro y fuera del agua, como en el caso de las ranas y otros anfibios.[18]

## Imágenes

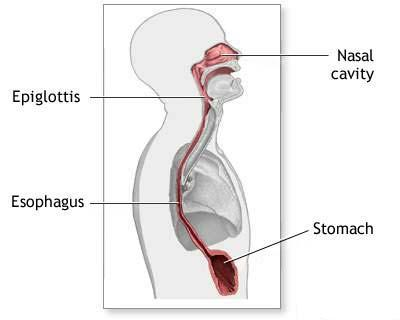
Posición del diafragma en relación con el estómago.
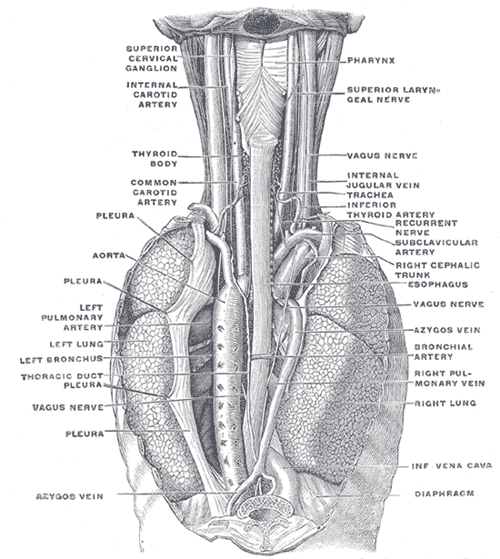
Aparato respiratorio.
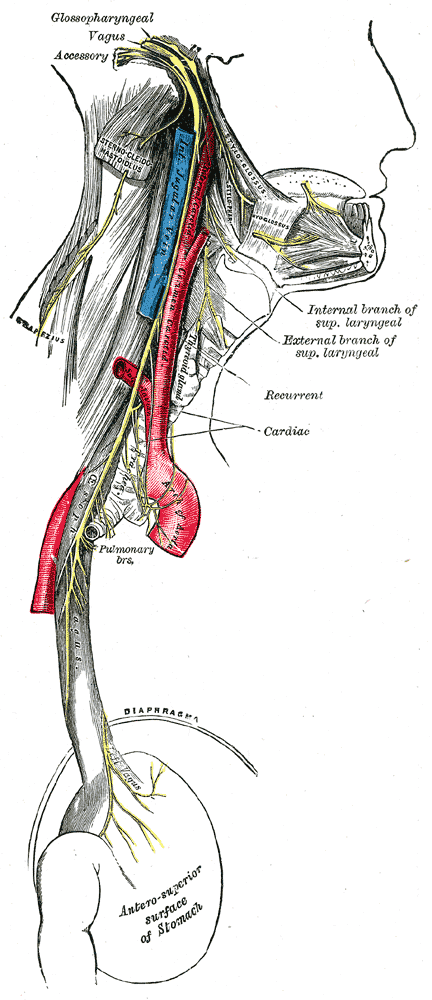
Trayecto del nervio vago.
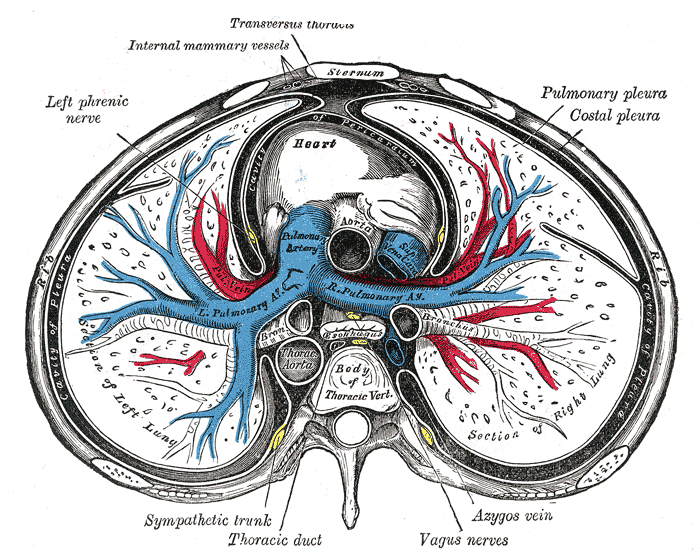
Sección transversal del mediastino